# 14e régiment d'infanterie légère
Le 14e régiment d'infanterie légère (14e léger) est un régiment d'infanterie légère de l'armée française créé sous la Révolution sous le nom de 14e bataillon de chasseurs.

En 1854, il est transformé et prend le nom de 89e régiment d'infanterie.

## Création et différentes dénominations
- 3 août 1791 : Formation du 14e bataillon de chasseurs
- 1794 en France : devient la 14e demi-brigade légère de première formation
- 21 décembre 1796 : transformé en 14e demi-brigade légère de deuxième formation
- 1803 : renommée 14e régiment d'infanterie légère.
- 16 juillet 1815 : comme l'ensemble de l'armée napoléonienne, il est licencié à la Seconde Restauration
- 11 août 1815 : création de la légion des Hautes-Pyrénées.
- 1820 : renommée 14e régiment d'infanterie légère.
- En 1854, l'infanterie légère est transformée, et ses régiments sont convertis en unités d'infanterie de ligne, prenant les numéros de 76 à 100. Le 14e régiment d'infanterie légère prend le nom de 89e régiment d'infanterie de ligne.

## Colonels/Chef de brigade
- 1791 : Gabriel de Queissat - Lieutenant-colonel
- 1792 : Honoré Alexandre Hacquin - Colonel
- 1793 : Dominique-Joseph René Vandamme - Lieutenant-colonel
- 1794 : Veriat - Chef-de-brigade
- 1796 : Muller - Chef-de-brigade
- 1797 : Claude Joseph de Laplanche-Morthières - Chef-de-brigade
- 1803 : Jérôme Joseph Goris - Colonel
- 1811 : Philippe Jacques Stieler de Landoville - Colonel
- 1814 : Jean-Louis Cailhassou - Colonel
- 1815 : colonel Stieler

- 1848 : Louis Cornemuse - Colonel
- 1849 : Etienne Victor Racine - Colonel
- 1851 : Parson - Colonel

## Historique du14eléger
- 1791 : création du 14e bataillon de chasseurs à partir de la Garde nationale de Paris[1],[2]

- 1794 : transformée en 14e demi-brigade d’infanterie légère, avec l’adjonction des unités suivantes :
  - 5e bataillon de tirailleurs ;
  - bataillon de chasseurs du Mont-Cassel
- 1796 : création de la 14e demi-brigade légère à partir des unités suivantes :
  - 1re légion des Francs de l'Ouest dite Légion Noire (rescapée du corps expéditionnaire en Irlande de Hoche)[3]
  - la compagnie de grenadiers de la 108e demi-brigade de bataille ;
  - la compagnie de grenadiers de la 139e demi-brigade de bataille.
- 2 mai 1803 : le 1er bataillon rejoint le 5e régiment d’infanterie légère. Le 2e bataillon du 5e léger rejoint le 14e
- 24 septembre 1803 : renommé 14e régiment d’infanterie légère
- 3 mars 1815 : sièges d'Ajaccio et de Bonifacio[4]

Voir aussi le 21e régiment d'infanterie légère, qui incorpore la 14e demi-brigade bis d'infanterie légère en 1796
- 1830 : Une ordonnance du 6 septembre créé le 3e bataillon du 14e léger[5]

- En juin 1832, il participe à la répression de l'insurrection républicaine à Paris

- De 1840 à 1846, une compagnie du 14e léger est mobilisée pour la surveillance de Louis-Napoléon Bonaparte, prisonnier au fort de Ham[6].
- 1854 à 1855 : campagne d'Italie à Rome
- Par décret du 24 octobre 1854, l'infanterie légère est transformée, et ses régiments sont convertis en unités d'infanterie de ligne, prenant les numéros de 76 à 100. Le 14e prend le nom de 89e régiment d’infanterie de ligne.

## Sources et bibliographie
- Adrien Pascal : Histoire de l'armée et de tous les régiments volume 4
- Émile Ferdinand Mugnot de Lyden : Nos 144 Régiments de Ligne
- Historique du 89e Régiment d’Infanterie de Ligne à lire en ligne
- Historiques des corps de troupe de l'armée française (1569-1900)
- Les liens externes cités ci-dessous